# Borjigin
Borjigin (meervoud Borjigid; pinyin : Bó'ěrjìjítè), ook bekend als de Altan Urug, 'gouden verwanten', was een Mongoolse clan die eeuwenlang heerste over vorstendommen in Eurazië, waarvan het Mongoolse Rijk het grootste en meest bekende is. De clan vormde de heersende klasse onder de Mongolen en andere volkeren van Centraal Azië en Oost-Europa. Vandaag de dag leven de meeste clanleden in Mongolië, Binnen-Mongolië en Xinjiang.
De Borjigid bleven eeuwenlang een machtige clan, zelfs tijdens de Qing-dynastie, maar ze verloren hun macht toen de communisten aan de macht kwamen in de 20e eeuw. Aristocratische afkomst was iets wat je maar beter kon vergeten in een socialistisch land. Jozef Stalins handlangers executeerden ruim 30.000 Mongolen, waaronder veel Borjigin-edelen, in een reeks van campagnes tegen de Mongoolse religie en cultuur. De clans verloren hun aanzien en structuur, maar toch blijven zij vandaag de dag een kwestie van eer en trots onder vele Mongolen. In 1920 verbood de communistische regering het gebruik van clannamen. In 1997 werd dit verbod opgeheven maar veel Mongolen hadden de kennis over hun clan verloren. Om die reden lieten veel families zich registreren als Borjigin, meestal zonder historische rechtvaardiging. 
In Binnen-Mongolië namen veel Borjigin Chinese achternamen aan; Bao en Qi. Volgens een genetisch onderzoek zijn ruim 16 miljoen mannen van Mantsjoerije tot Afghanistan, rechtstreekse afstammelingen van Dzjengis Khan, een lid van de clan Borjigin. Dit is toe te schrijven aan het grote aantal kinderen dat hij en zijn kleinzonen hadden. Ook leven er veel Borjigin-afstammelingen onder de Kazachen, Oezbeken en Karakalpakken.